# 猴矶岛灯塔
猴矶岛灯塔，位于中国山东省烟台市蓬莱区猴矶岛。灯塔高约14米，主要为航行于长山水道的船舶提供助航服务。2006年12月7日，列入山东省文物保护单位；2013年5月；列入全国重点文物保护单位。

## 历史
1882年（清光绪八年）8月，为了便于往来天津港口的船只通行，当时的政府决定在猴矶岛上设立一座灯塔，该灯塔由一位英国工程师主持建造。在战争中曾遭受损毁；1953年，灯塔重修。